# Filip Stevanović
Filip Stevanović (ur. 25 września 2002 w Arilje) – serbski piłkarz, występujący na pozycji napastnika w belgijskim klubie Lommel SK. Były młodzieżowy reprezentant Serbii.
Wychowanek Partizana. W swojej karierze występował m.in. w takich klubach jak: Manchester City, Heerenveen, CD Santa Clara czy RKC Waalwijk.